# Himalopsyche gigantea
Himalopsyche gigantea là một loài Trichoptera trong họ Rhyacophilidae. Chúng phân bố ở miền Cổ bắc.